# Bernard Vorhaus
Bernard Vorhaus est un réalisateur, scénariste et producteur américain né le 25 décembre 1904 à New York, New York (États-Unis), et mort le 23 novembre 2000 à Londres (Royaume-Uni).

## Filmographie

### Comme réalisateur
- 1933 : On Thin Ice (en)
- 1933 : Le Cercle de la mort (Money for Speed)
- 1933 : The Ghost Camera (en)
- 1933 : Crime on the Hill (en)
- 1934 : The Night Club Queen (en)
- 1934 : Le Chanteur du bagne (en) (The Broken Melody)
- 1934 : Blind Justice (en)
- 1935 : Ten Minute Alibi (en)
- 1935 : Street Song (en)
- 1935 : Dark World (en)
- 1936 : Attention faux-monnayeurs ! (en) (Dusty Ermine)
- 1936 : Le Drame du rapide 23 (en) (The Last Journey)
- 1937 : Cotton Queen (en)
- 1937 : L'Apprenti Gangster (en) (Tenth Avenue Kid)
- 1938 : Un as reporter (en) (King of the Newsboys)
- 1939 : Le Petit Pêcheur de San Francisco (Fisherman's Wharf)
- 1939 : La Chanson du Sud (Way Down South)
- 1939 : Docteur Christian se présente (en) (Meet Dr Christian)
- 1940 : The Courageous Dr. Christian (en)
- 1940 : Les Déracinés (Three Faces West)
- 1941 : La Fille du péché (Lady from Louisiana)
- 1941 : Angels with Broken Wings (en)
- 1941 : Bill l'Ouragan (en) (Hurricane Smith)
- 1941 : L'Affaire Carter (en) (Mr. District Attorney in the Carter Case)
- 1942 : Sur les traces de Jimmy Valentine (en) (The Affairs of Jimmy Valentine)
- 1942 : Revue sur glace (en) (Ice-Capades Revue)
- 1947 : Winter Wonderland (en)
- 1947 : Bury Me Dead
- 1948 : L'Incroyable Monsieur X (The Amazing Mr. X)
- 1950 : Les Dépravées (So Young So Bad)
- 1952 : Pardon My French
- 1953 : Des gosses de riches (Fanciulle di lusso)

### Comme scénariste
- 1925 : Steppin' Out (en)
- 1926 : Money Talks (en) d'Archie Mayo
- 1928 : Le château de sable (en) (No Other Woman) de Lou Tellegen
- 1933 : On Thin Ice (en)
- 1933 : Crime on the Hill (en)
- 1950 : Les Dépravées (So Young So Bad)

### Comme producteur
- 1933 : On Thin Ice (en)
- 1933 : Le Cercle de la mort (Money for Speed)
- 1938 : Un as reporter (en) (King of the Newsboys)
- 1941 : La Fille du péché (Lady from Louisiana)